# Copa de España de fútbol sala 2021
La Copa de España de fútbol sala de 2021 es la XXXII edición de este torneo en el que participan los ocho primeros equipos tras la finalización de la primera vuelta del campeonato de liga. La copa tendrá lugar entre el 25 y el 28 de marzo en el WiZink Center situado en Madrid (Comunidad de Madrid).

## Equipos participantes
En la Copa de España participan ocho los equipos que ocuparon las posiciones superiores de la clasificación de primera división tras la finalización de la jornada 15 del campeonato de liga. Estos equipos son: 
1. Barça
2. ElPozo Murcia Costa Cálida
3. Fútbol Emotion Zaragoza
4. Movistar Inter
5. Jimbee Cartagena
6. Levante UD FS
7. Palma Futsal
8. Viña Albali Valdepeñas

### Sedes
| WiZink Center Capacidad: 12.500 espectadores (debido a la pandemia de COVID-19 se reduce el aforo a 1.500 espectadores) |
| |

### Árbitros
Los árbitros designados para la Copa fueron los siguientes.
| Juan José Cordero Gallardo  | Carlos Rabadán Sainz        |
| Aitor Felipe Madorrán       | Carlos Rodrigo Miguel       |
| Héctor Mayo López           | Fermín Ángel Sánchez Molina |
| Antonio Navarro Rodríguez   | Alberto Sarabia Eguiluz     |
| Carlos Panadero Díaz-Concha | David Urdanoz Apezteguia    |

### Calendario
| 1/4 | Cuartos de final | 1/2 | Semifinales | F | Final |

| Marzo de 2021           | 25 Jue  | 26 Vie  | 27 Sáb  | 28 Dom |
| ----------------------- | ------- | ------- | ------- | ------ |
| Fase (n.º. de partidos) | 1/4 (2) | 1/4 (2) | 1/2 (2) | F (1)  |

## Resultados

### Cuadro final
|  | Cuartos de final        | Cuartos de final        | Cuartos de final |                |                  | Semifinales      | Semifinales | Semifinales |  |                | Final          | Final       | Final       |  |
|  | 25 y 26 de marzo        | 25 y 26 de marzo        | 25 y 26 de marzo |                |                  | 27 de marzo      | 27 de marzo | 27 de marzo |  |                | 28 de marzo    | 28 de marzo | 28 de marzo |  |
|  |                         |                         |                  |                |                  |                  |             |             |  |                |                |             |             |  |
|  |                         |                         |                  |                |                  |                  |             |             |  |                |                |             |             |  |
|  | Jimbee Cartagena        | Jimbee Cartagena        | 2                |                |                  |                  |             |             |  |                |                |             |             |  |
|  | Jimbee Cartagena        | Jimbee Cartagena        | 2                |                |                  |                  |             |             |  |                |                |             |             |  |
|  | Viña Albali Valdepeñas  | Viña Albali Valdepeñas  | 1                |                |                  |                  |             |             |  |                |                |             |             |  |
|  | Viña Albali Valdepeñas  | Viña Albali Valdepeñas  | 1                |                | Jimbee Cartagena | Jimbee Cartagena | 0           |             |  |                |                |             |             |  |
|  |                         |                         |                  |                | Jimbee Cartagena | Jimbee Cartagena | 0           |             |  |                |                |             |             |  |
|  |                         |                         | Movistar Inter   | Movistar Inter | 2                |                  |             |             |  |                |                |             |             |  |
|  | Palma Futsal            | Palma Futsal            | Movistar Inter   | Movistar Inter | 2                | 3 (2)            |             |             |  |                |                |             |             |  |
|  | Palma Futsal            | Palma Futsal            |                  |                |                  |                  |             |             |  |                |                |             |             |  |
|  | Movistar Inter          | Movistar Inter          | 3 (4)            |                |                  |                  |             |             |  |                |                |             |             |  |
|  | Movistar Inter          | Movistar Inter          | 3 (4)            |                |                  |                  |             |             |  | Movistar Inter | Movistar Inter | 6           |             |  |
|  |                         |                         |                  |                |                  |                  |             |             |  | Movistar Inter | Movistar Inter | 6           |             |  |
|  |                         |                         | Barça            | Barça          | 1                |                  |             |             |  |                |                |             |             |  |
|  | Levante UD FS           | Levante UD FS           | Barça            | Barça          | 1                | 2                |             |             |  |                |                |             |             |  |
|  | Levante UD FS           | Levante UD FS           |                  |                |                  |                  |             |             |  |                |                |             |             |  |
|  | Fútbol Emotion Zaragoza | Fútbol Emotion Zaragoza | 1                |                |                  |                  |             |             |  |                |                |             |             |  |
|  | Fútbol Emotion Zaragoza | Fútbol Emotion Zaragoza | 1                |                | Levante UD FS    | Levante UD FS    | 3           |             |  |                |                |             |             |  |
|  |                         |                         |                  |                | Levante UD FS    | Levante UD FS    | 3           |             |  |                |                |             |             |  |
|  |                         |                         | Barça            | Barça          | 6                |                  |             |             |  |                |                |             |             |  |
|  | Barça                   | Barça                   | Barça            | Barça          | 6                | 3 (4)            |             |             |  |                |                |             |             |  |
|  | Barça                   | Barça                   |                  |                |                  |                  |             |             |  |                |                |             |             |  |
|  | ElPozo Murcia           | ElPozo Murcia           | 3 (3)            |                |                  |                  |             |             |  |                |                |             |             |  |
|  | ElPozo Murcia           | ElPozo Murcia           | 3 (3)            |                |                  |                  |             |             |  |                |                |             |             |  |
|  |                         |                         |                  |                |                  |                  |             |             |  |                |                |             |             |  |

### Cuartos de final
| 25 de marzo de 2021, 18:00 | Jimbee Cartagena    | 2:1 (0:1) | Viña Albali Valdepeñas | WiZink Center, Madrid                                       |                                                             |
|                            | - Andresito 21' 40' | Reporte   | - 2' Matheus Preá      | Árbitro(s): Juan José Cordero Gallardo Carlos Rabadán Sainz | Árbitro(s): Juan José Cordero Gallardo Carlos Rabadán Sainz |

| 25 de marzo de 2021, 20:30 | Palma Futsal                              | 3:3 (0:3) (2:4 p.)         | Movistar Inter                        | WiZink Center, Madrid                                         |                                                               |
|                            | - Lolo 27' 38' - Higor 40'                | Reporte                    | - 18' 20' Pito - 19' Cecilio          | Árbitro(s): Carlos Rodrigo Miguel Fermín Ángel Sánchez Molina | Árbitro(s): Carlos Rodrigo Miguel Fermín Ángel Sánchez Molina |
|                            |                                           | Tiros desde el punto penal |                                       |                                                               |                                                               |
|                            | - D. Nunes - Tomaz - Raúl Campos - Marlon |                            | - Cecilio - Pito - D. Saldise - Boyis |                                                               |                                                               |

| 26 de marzo de 2021, 19:15 | Levante UD FS                    | 2:1 (2:1) | Fútbol Emotion Zaragoza | WiZink Center, Madrid                                     |                                                           |
|                            | - Marc Tolrà 11' - Rafa Usín 17' | Reporte   | - 8' Dian Luka          | Árbitro(s): Héctor Mayo López Carlos Panadero Díaz-Concha | Árbitro(s): Héctor Mayo López Carlos Panadero Díaz-Concha |

| 26 de marzo de 2021, 21:00 | Barça                                          | 3:3 (2:2) (4:3 p.)         | ElPozo Murcia Costa Cálida                                  | WiZink Center, Madrid                                      |                                                            |
|                            | - Dyego 1' - Ferrao 8' 23'                     | Reporte                    | - 3' Fernando - 16' Alberto García - 38' Marcel             | Árbitro(s): Aitor Felipe Madorrán David Urdanoz Apezteguia | Árbitro(s): Aitor Felipe Madorrán David Urdanoz Apezteguia |
|                            |                                                | Tiros desde el punto penal |                                                             |                                                            |                                                            |
|                            | - Dyego - Marcenio - Matheus - Daniel - Ferrao |                            | - F. Valerio - Marcel - Fernando - Pol Pacheco - Paradynski |                                                            |                                                            |

### Semifinales
| 27 de marzo de 2021, 13:00 | Jimbee Cartagena | 0:2 (0:0) | Movistar Inter                 | WiZink Center, Madrid                                      |                                                            |
|                            |                  | Reporte   | - 29' D. Saldise - 40' Cecilio | Árbitro(s): Aitor Felipe Madorrán David Urdanoz Apezteguia | Árbitro(s): Aitor Felipe Madorrán David Urdanoz Apezteguia |

| 27 de marzo de 2021, 21:00 | Levante UD FS                              | 3:6 (1:0) | Barça                                                      | WiZink Center, Madrid                                         |                                                               |
|                            | - Marcenio 3' - Gallo 25' - Pedro Toro 33' | Reporte   | - 22' 34' Ximbinha - 27' André Coelho - 31' 37' 40' Adolfo | Árbitro(s): Carlos Rodrigo Miguel Fermín Ángel Sánchez Molina | Árbitro(s): Carlos Rodrigo Miguel Fermín Ángel Sánchez Molina |

### Final
| 1     | POR   | J.Herrero  |  |
| 5     | CIE   | Boyis      |  |
| 13    | ALA   | E. Martel  |  |
| 2     | ALA   | Cecilio    |  |
| 10    | PIV   | D. Saldise |  |
|       |       |            |  |
|       |       |            |  |
|       |       |            |  |
|       |       |            |  |
|       |       |            |  |
|       |       |            |  |
| D. T. | D. T. | Tino Pérez |  |

| 21    | POR   | Dídac        |  |
| 18    | ALA   | Marcenio     |  |
| 7     | ALA   | Dyego        |  |
| 3     | ALA   | Matheus      |  |
| 11    | PIV   | Ferrao       |  |
|       |       |              |  |
|       |       |              |  |
|       |       |              |  |
|       |       |              |  |
|       |       |              |  |
|       |       |              |  |
| D. T. | D. T. | Andreu Plaza |  |

| Principal  | Juan José Cordero Gallardo |
| Asistentes | Carlos Rabadán Sainz       |

|  |                    |     |     |
|  | Tiros              | 36  | 26  |
|  | Tiros a puerta     | 23  | 16  |
|  | Faltas             | 8   | 9   |
|  | Saques de esquina  | 5   | 12  |
|  | Posesión del balón | 47% | 53% |

| 1     | POR   | J.Herrero  |  |
| 5     | CIE   | Boyis      |  |
| 13    | ALA   | E. Martel  |  |
| 2     | ALA   | Cecilio    |  |
| 10    | PIV   | D. Saldise |  |
|       |       |            |  |
|       |       |            |  |
|       |       |            |  |
|       |       |            |  |
|       |       |            |  |
|       |       |            |  |
| D. T. | D. T. | Tino Pérez |  |

| 21    | POR   | Dídac        |  |
| 18    | ALA   | Marcenio     |  |
| 7     | ALA   | Dyego        |  |
| 3     | ALA   | Matheus      |  |
| 11    | PIV   | Ferrao       |  |
|       |       |              |  |
|       |       |              |  |
|       |       |              |  |
|       |       |              |  |
|       |       |              |  |
|       |       |              |  |
| D. T. | D. T. | Andreu Plaza |  |

| Principal  | Juan José Cordero Gallardo |
| Asistentes | Carlos Rabadán Sainz       |

|  |                    |     |     |
|  | Tiros              | 36  | 26  |
|  | Tiros a puerta     | 23  | 16  |
|  | Faltas             | 8   | 9   |
|  | Saques de esquina  | 5   | 12  |
|  | Posesión del balón | 47% | 53% |

| 1     | POR   | J.Herrero  |  |
| 5     | CIE   | Boyis      |  |
| 13    | ALA   | E. Martel  |  |
| 2     | ALA   | Cecilio    |  |
| 10    | PIV   | D. Saldise |  |
|       |       |            |  |
|       |       |            |  |
|       |       |            |  |
|       |       |            |  |
|       |       |            |  |
|       |       |            |  |
| D. T. | D. T. | Tino Pérez |  |

| 21    | POR   | Dídac        |  |
| 18    | ALA   | Marcenio     |  |
| 7     | ALA   | Dyego        |  |
| 3     | ALA   | Matheus      |  |
| 11    | PIV   | Ferrao       |  |
|       |       |              |  |
|       |       |              |  |
|       |       |              |  |
|       |       |              |  |
|       |       |              |  |
|       |       |              |  |
| D. T. | D. T. | Andreu Plaza |  |

| Principal  | Juan José Cordero Gallardo |
| Asistentes | Carlos Rabadán Sainz       |

|  |                    |     |     |
|  | Tiros              | 36  | 26  |
|  | Tiros a puerta     | 23  | 16  |
|  | Faltas             | 8   | 9   |
|  | Saques de esquina  | 5   | 12  |
|  | Posesión del balón | 47% | 53% |

| 1     | POR   | J.Herrero  |  |
| 5     | CIE   | Boyis      |  |
| 13    | ALA   | E. Martel  |  |
| 2     | ALA   | Cecilio    |  |
| 10    | PIV   | D. Saldise |  |
|       |       |            |  |
|       |       |            |  |
|       |       |            |  |
|       |       |            |  |
|       |       |            |  |
|       |       |            |  |
| D. T. | D. T. | Tino Pérez |  |

| 21    | POR   | Dídac        |  |
| 18    | ALA   | Marcenio     |  |
| 7     | ALA   | Dyego        |  |
| 3     | ALA   | Matheus      |  |
| 11    | PIV   | Ferrao       |  |
|       |       |              |  |
|       |       |              |  |
|       |       |              |  |
|       |       |              |  |
|       |       |              |  |
|       |       |              |  |
| D. T. | D. T. | Andreu Plaza |  |

| Principal  | Juan José Cordero Gallardo |
| Asistentes | Carlos Rabadán Sainz       |

|  |                    |     |     |
|  | Tiros              | 36  | 26  |
|  | Tiros a puerta     | 23  | 16  |
|  | Faltas             | 8   | 9   |
|  | Saques de esquina  | 5   | 12  |
|  | Posesión del balón | 47% | 53% |

| Bandera de la Comunidad de Madrid |
| Campeón Movistar Inter            |
| 11º título                        |